# Хуанлао-сюэпай
Хуанлао-сюэпай, учение Хуан[-ди] и Лао[-цзы] (кит. 黄老学派) — направление китайской мысли. Относится к династии Ранняя Хань (первая половина срока существования империи Хань, 206-8 до н. э.). Название представляет собой своего рода аббревиатуру имён двух ключевых для этой традиции фигур — Жёлтого императора (Хуан-ди, кит. 黄帝) и Лао-Цзы (кит. 老子). Последователи этой доктрины рассматривали «Дао дэ цзин» как руководство по восстановлению совершенного правления Хуан-ди. В поздних текстах эпохи Хань (I—III вв. н. э.) сочетание хуанлао означает уже не Хуан-ди и Лао-цзы, а одного Лао-цзы.
Сторонники Хуанлао-сюэпай делали выводы из учения об управлении на основе «недеяния» (у вэй), представленного в «Дао дэ цзине» (V—II вв. до н. э.).

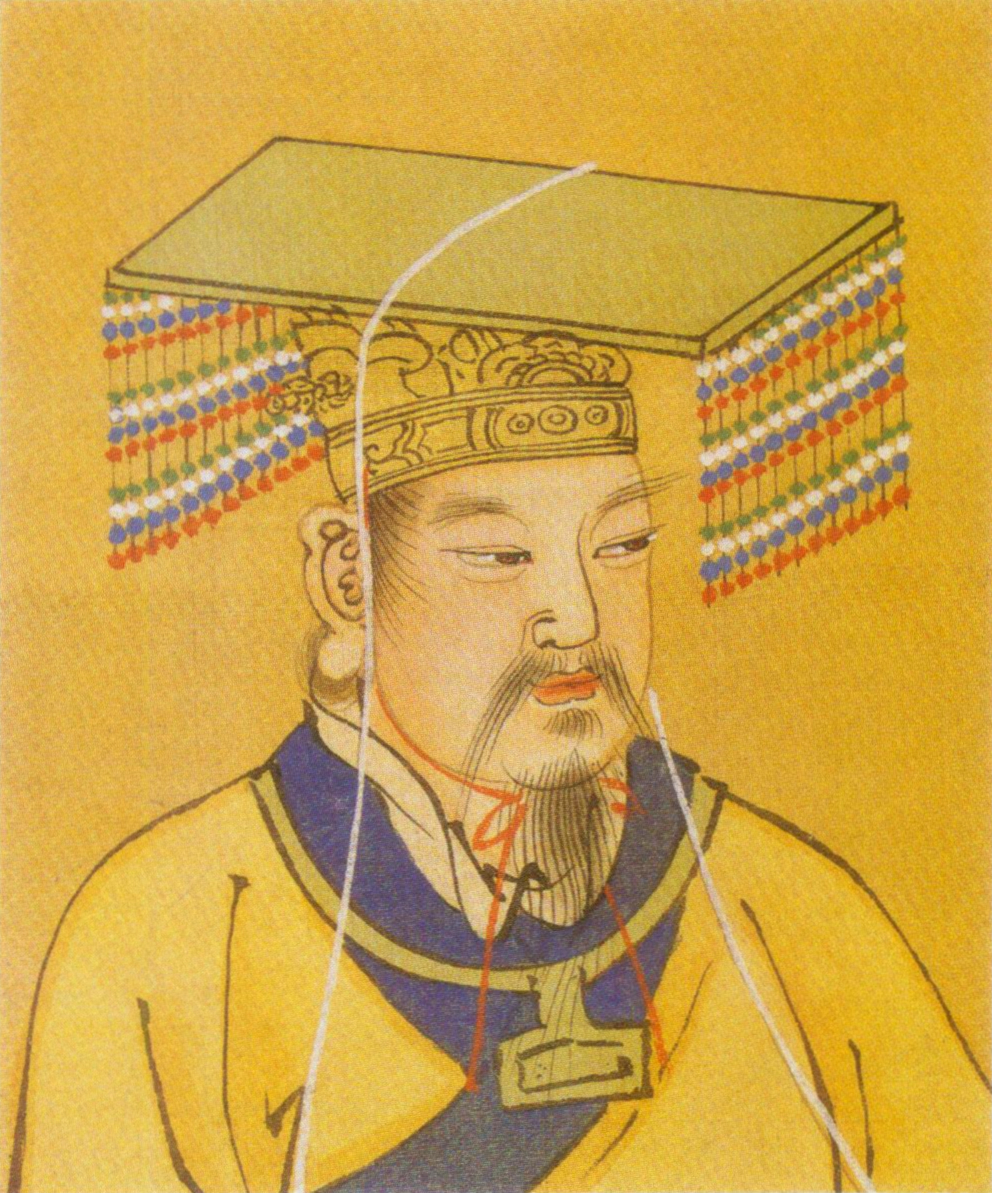
«Жёлтый император» Хуан-ди
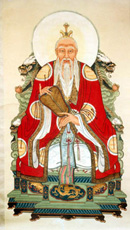
Лао-цзы в образе божества